# Grecia en los Juegos Olímpicos de Pekín 2008
Grecia estuvo representada en los Juegos Olímpicos de Pekín 2008 por un total de 152 deportistas que compitieron en 23 deportes.  
El portador de la bandera en la ceremonia de apertura fue el judoka Ilías Iliadis.

## Medallistas
El equipo olímpico griego obtuvo las siguientes medallas:
| Nombre                                              | Deporte   | Competición                 |
| --------------------------------------------------- | --------- | --------------------------- |
| Oro                                                 |           |                             |
| —                                                   |           |                             |
| Plata                                               |           |                             |
| Dimitrios Muyos Vasileios Polymeros                 | Remo      | Doble scull ligero (LM2-) M |
| Aléxandros Nikolaídis                               | Taekwondo | +80 kg M                    |
| Bronce                                              |           |                             |
| Jrisopiyí Devetzí                                   | Atletismo | Triple salto F              |
| Sofía Bekatoru Viryinía Kravarioti Sofía Papadopulu | Vela      | Yngling F                   |